# Recursolândia

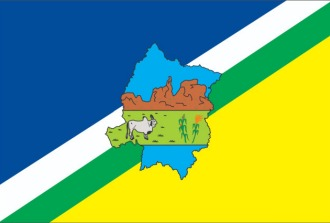

Recursolândia est une municipalité brésilienne située dans l'État du Tocantins.